# 原田和典
原田 和典（はらだ かずのり、1970年）は、日本の音楽評論家、編集者である。雑誌「ジャズ批評」の元編集長。ミュージック・ペンクラブ・ジャパン理事。
2019年、米ジャズ誌「ダウンビート」国際批評家投票のメンバーに選出された。
ジャズ、ロック、ブルース、歌謡曲などのポピュラー・ミュージックに精通し、多数のCDの解説、監修を行なっている。父親は元ドラマーの原田季雄、いとこにサックス奏者の原博巳がいる。

## 来歴・人物
北海道旭川市生まれ。幼少時の一時期を札幌で過ごし、ジャズ好きの両親、クラシック・ギター教師の叔母、演歌好きの祖母、プロレス・ファンの祖父、ロックや落語好きの叔父の影響で、幼い頃から音楽を含むエンターテイメントに関心を持つ。家にあるドラムやギターがおもちゃ代わりだったという。初めて意識した音楽は3歳で接したソニー・ロリンズの札幌公演、及び誕生日にプレゼントされたハービー・ハンコックの『ヘッド・ハンターズ』。後者については、「ウサギのジャケットが良かった」と語っている。作文が学校の先生に誉められたことで執筆に興味が向かい、1980年代後半に高野斗志美から文章の手ほどきを受ける。
高校卒業後に上京し、「ジャズ批評」誌の編集部で働く。2000年から2005年までは編集長を務めた。その間の1995年には「コテコテ・デラックス」（のちに「元祖コテコテ・デラックス」として再発）を出版した。当時あまり認知されていなかったソウル・ジャズやジャズ・ファンクを日本のファンに広く紹介し、そこに掲載されていた数々の作品が世界で初めてCD化された。また1998年から2003年にかけてミュージック・バードでラジオ番組「ザ･ソウル・ソサエティ」の構成、パーソナリティを務めた。
2005年に独立、フリーランスの音楽評論家として活動を開始する。その理由のひとつは「活躍する範囲やジャンルを狭めたくない」からだという。原田もニューヨークを始めとする海外にも年に数度赴き、多くの気鋭ミュージシャンを取材、紹介している。2012年からは「ミュージック・マガジン」誌でJポップ/歌謡曲のアルバム評を担当する。
熱狂的な映画ファンとしても知られ、「映画は監督よりも俳優で見るもの」という主義を持っている。2007年にはトークショー「映画のポケット〜告白的女優論」にゲスト出演した。
大の動物好きでもあり、猫が登場するレコード・ジャケットを集めた本「猫ジャケ」、「猫ジャケ2」では全作品のコメント執筆を担当した。実家ではトイプードルの犬太郎（いぬたろう）を飼っている。
ライヴ重視の「現場主義」を貫き、「ブルーノート東京」では初日に行なわれるほぼ全ステージを取材している。東京JAZZ、サマーソニック、TOKYO IDOL FESTIVAL等にも足を運んでいる。2018年から「DJコテコテ」として、DJ活動も開始している。２０２１年、音楽評論家・瀬川昌久、音楽評論家・鈴木道子への動画取材をおこない、それぞれYouTubeにアップされている。
2023年、ラジオ番組「原田和典の音楽定食」（FMりべーる）開始。

## 著書
- 『コテコテ・デラックス』 ジャズ批評社、1995年
- 『元祖コテコテ・デラックス―Groove, Funk & Soul』ジャズ批評社、1999年10月
- 『コルトレーンを聴け！』ロコモーションパブリッシング、2005年12月
- 『世界最高のジャズ』 光文社〈光文社新書〉、2006年8月
- 『清志郎を聴こうぜ！』 主婦と生活社、2006年
- 『新・コルトレーンを聴け！』 ゴマブックス〈ゴマ文庫〉、2008年1月
- 『猫ジャケ』 ミュージック・マガジン、2008年8月
- 『原田和典のJAZZ徒然草 地の巻』 プリズム、2008年11月
- 『猫ジャケ2』ミュージック・マガジン、2009年3月
- 吉田豪、南波一海との共著『アイドル・ソング・クロニクル 2002―2012』 ミュージック・マガジン、2012年8月
- 馬飼野元宏らとの共著『８０年代アイドルカルチャーガイド』洋泉社MOOK、2013年９月
- 松下佳男らとの共著『オール・アバウト・ウェザー・リポート』シンコーミュージック、2014年5月
- 馬飼野元宏との共著『昭和歌謡ポップスアルバムガイド1959-1979』シンコーミュージック、2015年8月
- 映画秘宝編集部らとの共著『新世紀ミュージカル映画進化論（映画秘宝セレクション）』洋泉社、2017年7月
- 馬飼野元宏らとの共著『昭和歌謡職業作曲家ガイド』シンコーミュージック、2018年3月
- 『コテコテ・サウンド・マシーン』スペースシャワーネットワーク、2019年3月
- 『モダン・ジャズ （アルバム・セレクション・シリーズ）』ミュージック・マガジン、2023年8月

## 監修
- 『Jazz Sax』 シンコーミュージック〈The Dig Presents Disc Guide Series〉、2008年9月
- 『Jazz Piano』 シンコーミュージック〈The Dig Presents Disc Guide Series〉、2009年8月
- 『Jazz Trumpet』 シンコーミュージック〈The Dig Presents Disc Guide Series〉、2010年7月
- 『ブルーノート８０ガイドブック』ユニバーサルミュージック、2018年11月

## 主なCD解説作品
- アース・ウィンド・アンド・ファイアー『地球最後の日』
- 明田川荘之『集団生活』『アローン・イン・徳山』
- アート・テイタム『ピアノ・スターツ・ヒア』
- アート・ブレイキー&ザ・ジャズ・メッセンジャーズ『モーニン』
- アート･ペッパー『ミーツ・ザ・リズム・セクション』
- 青江三奈『懐かしの映画音楽を唄う』
- 阿部薫『阿部薫 井上敬三 中村達也 Live at 八王子アローン』
- アリス・コルトレーン『キルタン～トゥリヤ・シングス』
- RCサクセション『悲しいことばっかり』『シングル・マン』
- アレサ・フランクリン『アレサ・フランクリン・ウィズ・レイ・ブライアント・コンボ』
- アンドレア・モティス『もうひとつの青』
- 一噌幸弘　高木潤一『わらぶき　日本のうたI』
- ヴィンス・ガラルディ『スヌーピーのクリスマス』
- ウェス・モンゴメリー『ア・デイ・イン・ザ・ライフ』
- 梅津和時『演歌を吹く』
- 江利チエミ『チエミ＋ジャズ』
- エリック・ドルフィー『アウト・トゥ・ランチ』
- エルヴィン・ジョーンズ『ライヴ・アット・ライトハウス』
- オスカー･ピーターソン『プリーズ・リクエスト』
- オーティス・レディング『ヨーロッパのオーティス・レディング』
- 大野雄二『Yuji Ohno & Lupintic Six  Red Roses For The Killer』
- Yuji Ohno & Lupintic Six『ルパン三世　PART5 オリジナル・サウンドトラック「LUPIN THE THIRD PART V～SI BON！」』、『ルパン三世　PART６ オリジナル・サウンドトラック１ 『LUPIN THE THIRD PART6～LONDON』 』
- オーネット・コールマン『ゴールデン・サークルのオーネット・コールマン』
- オリジナル・サウンドトラック『嵐を呼ぶ男』
- オリジナル・サウンドトラック『グリーンブック』
- オリジナル・サウンドトラック『殺しの烙印』
- オリジナル・サウンドトラック『セッション』
- オリジナル・サウンドトラック『白昼の襲撃』
- オリジナル・サウンドトラック『マイルス・アヘッド』
- カウント・ベイシー『エイプリル・イン・パリ』
- カサンドラ・ウィルソン『ニュー・ムーン・ドーター』
- カマシ・ワシントン『ザ・プロクラメイション』『ライト・オブ・ザ・ワールド』
- 辛島文雄『ランドスケイプ』
- キース・ジャレット『ケルン・コンサート』、『ダーク・インターヴァル』
- キャノンボール・アダレイ『サムシン・エルス』
- KYOTO JAZZ SEXTET feat. 森山威男『SUCCESSION』
- ギル・スコット・ヘロン『ピーシズ・オブ・ア・マン』
- クリフォード・ジョーダン『イン・ザ・ワールド』
- クリフォード・ブラウン&マックス・ローチ『スタディ・イン・ブラウン』
- グレゴリー・ポーター『スティル・ライジング～ベスト・オブ・グレゴリー・ポーター』
- 坂田明『early 1980's』
- サミー・デイヴィスJr.『サミー・デイヴィス・ジュニア・シングス・ローリンド・アルメイダ・プレイズ』
- ジェイムズ・フランシーズ『フライト』
- ジェイミー・カラム『ポイントレス・ノスタルジック』
- ジェームス・ブラウン『ライヴ・アット・ザ・ガーデン』
- シェリー・マン『マイ・フェア・レディ』
- ジャコ・パストリアス『ジャコ・パストリアスの肖像』
- ジョン・コルトレーン『バラード』、『至上の愛』
- 清水末寿『ホットケーキ・ミックス』
- 白木秀雄『モダンでツイスト』
- 菅野邦彦『ライヴ』、『酒とバラの日々』
- スタン・ゲッツ『ゲッツ/ジルベルト』
- ステイシー・ケント『アイ・ノウ・アイ・ドリーム』
- セシル・テイラー『ザ・ワールド・オブ・セシル・テイラー』、『アキサキラ』、『ソロ』
- ソニー・クラーク『クール・ストラッティン』
- ダイアナ・クラール『ウォールフラワー』
- 高岡早紀『Sings-Bedtime Stories-』
- 高瀬アキ『イズント・イット・ロマンティック』
- チャーリー・パーカー『ナウズ・ザ・タイム』
- チャールズ・ミンガス『ミンガス・プレゼンツ・ミンガス』
- デューク・エリントン『マネー・ジャングル』
- 筒井康隆『THE INNER SPACE OF YASUTAKA TSUTSUI』
- ドン・シャーリ―『ドン・シャーリ―の神髄』
- ナット・キング・コール『クリスマス・ソング＋５』
- ニーナ・シモン『ファースト・レコーディング』
- ハービー・ハンコック『処女航海』
- パット・メセニー『オフランプ』『アメリカン・ガレージ』『ファースト・サークル』
- バド・パウエル『バド・パウエルの芸術』、『ザ・シーン・チェンジズ』
- 浜口庫之助『歌えば天国』
- B.B.キング『ブルース＆ジャズ』
- 日野皓正『ホイール・ストーン』
- ビリー・ホリデイ『奇妙な果実』
- ビング・クロスビー『ホワイト・クリスマス』
- フォー・フレッシュメン『アンド・ファイヴ・トロンボーンズ』
- 福居良『ベスト・オブ・福居良』
- 藤竜也『CARNAVAL -饗宴-』
- フランク・クニモンド『フィーチャリング・リン・マリノ』
- ブレッカー・ブラザーズ『へヴィー・メタル・ビー・バップ』
- ヘレン・メリル『ヘレン・メリル・ウィズ・クリフォード・ブラウン』
- ホセ・ジェイムズ『ホセ・ジェイムズのクリスマス・タイム』
- ホレス・シルヴァー『ソング・フォー・マイ・ファーザー』
- マイルス・デイヴィス『クールの誕生』、『死刑台のエレベーター』
- 前田憲男『マエストロ・ワークス』
- マックス・ローチ『ウィ・インシスト』
- マハヴィシュヌ・オーケストラ『火の鳥』
- マリア観音『全滅しても愛だけが遺る』＋『マリア観音のためのフリー・ロック・ドラミング』
- マル・ウォルドロン『レフト・アローン』
- ミルトン・ナシメント『ミルトン』
- 森山威男『スマイル』
- 山下洋輔『ピカソ』
- リー・モーガン『ザ・サイドワインダー』
- ルー・ドナルドソン『アリゲイター・ブーガルー』
- ルイ・アームストロング『この素晴らしき世界』『ザ・ベスト・オブ・ザ・ホット５・アンド・ホット７・レコーディングス』、『ワンダフル・ワールド～生誕１２０周年記念ベスト』
- ルイ・アームストロング、マヘリア・ジャクソン他『真夏の夜のジャズ』（Blu-ray）
- レスター・ヤング『プレス＆テディ』
- 渡辺貞夫『アイム・オールド・ファッション』『オレンジ・エキスプレス』
- 美空ひばり、淡谷のり子、笠置シヅ子他『ベスト・オブ・昭和 日本のジャズ・ソング～薔薇色の人生 ボタンとリボン』
- 薗田憲一とデキシーキングス、原信夫とシャープス・アンド・フラッツ、ジョージ川口とビッグ・フォー他『ベスト・オブ・昭和  日本のジャズ黄金時代 ～スィング ビッグ・バンド モダン・ジャズ～』
- 弘田三枝子、堺正章、しばたはつみ他『アカサカ・ソウル・オリジナル編』『アカサカ・ソウル・カヴァー編』
- Various artists『The Sounds of BLUE GIANT』『BLUE GIANT SUPREME』
- Various artists 『ヒストリー・オブ・ディキシーランド・ジャズ』『ヒストリー・オブ・スウィング・ジャズ』
- Various artists『スティープルチェイス・デラックス』
- Various artists『スインギンドラゴンダイガーブギ』

## パンフレット
- ミュージカル『TOP HAT』 （主演：坂本昌行、多部未華子　２０１８年）
- マイ・フーリッシュ・ハート （監督：ロルフ・ヴァン・アイク　２０１９年日本公開）
- マイルス・デイヴィス　クールの誕生 （監督：スタンリー・ネルソン　２０２０年日本公開）
- ジョン・コルトレーン　チェイシング・トレーン　（監督: ジョン・シャインフェルド　２０２１年日本公開）
- ザ・ユナイテッド・ステイツ vs. ビリー・ホリデイ　（監督： リー・ダニエルズ　２０２２年日本公開）
- 『BLUE GIANT　劇場パンフレット』　（原作:石塚真一、監督:立川譲　2023年公開）